# Songo Mnara
Songo Mnara war eine Hafenstadt auf der gleichnamigen Insel im heutigen Tansania.
Die Stadt gehört zusammen mit Kilwa Kisiwani seit 1981 zum UNESCO-Weltkulturerbe. Von 2004 bis 2014 wurde sie wegen des Fehlens jeglicher Maßnahmen, die den Verfall der Ruinen aufhalten, in die Liste des gefährdeten Welterbes aufgenommen. Die Ruinen sind Wind und Wetter sowie Erosionen ausgesetzt. Die Ruinen der Handels- und Hafenstadt liegen auf einer kleinen Insel nahe der Küste, südlich von Kilwa Kisiwani. 
Die Geschichte der Stadt lässt sich in zwei Perioden unterteilen. Zum einen die Periode des 14.–16. Jahrhunderts, aus der die meisten der Korallensteinbauten stammen, einschließlich fünf Moscheen und zahlreiche Friedhöfe. Hiervon ist nicht viel erhalten. Zum anderen die des 18. Jahrhunderts, als man lediglich kleine Veränderungen an den Bauten vornahm. Die Stadt besteht aus zahlreichen, teilweise großzügig angelegten Steinhäusern. Im Südwesten der Stadt lag ein etwa 40 × 40 Meter großer Palast.